# Dagestan Airlines
Daguestan Airlines (En ruso: Авиалинии Дагестана) es una aerolínea basada en Majachkalá, República de Daguestán, Rusia que opera vuelos de cabotaje regulares y vuelos chárter. Su aeropuerto base es el Aeropuerto Internacional de Majachkalá-Uytash.

## Historia
La aerolínea se fundó en 1927 como una división de Aeroflot para servir a la región de Majachkalá en la Unión Soviética. En 1994, tras la fragmentación de Aeroflot, la compañía paso a llamarse Makhachkala Air Enterprise. En 1996, la aerolínea fue renombrada como Dagestan Airlines (Aerolíneas Daguestán). Para marzo de 2008, la compañía tenía 810 empleados.
En 2010 introduce la marca South East Airlines pero el 19 de diciembre de 2011 las autoridades rusas revocan su licencia de vuelo debido a deficiencias graves de seguridad detectadas tras un accidente ocurrido en diciembre del año anterior en Moscú.

## Destinos
- Rusia

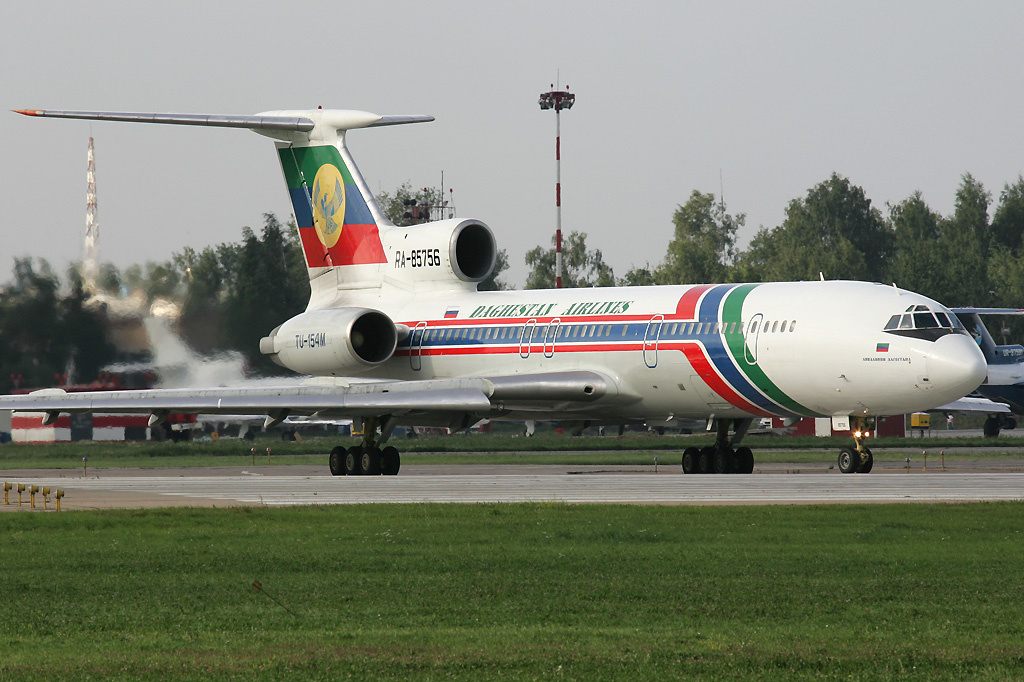
Un Tu-154 con el viejo esquema de colores de la aerolínea

Aeropuerto Internacional de Majachkalá-Uytash -HUB
Aeropuerto Internacional Moscú-Domodedovo
Aeropuerto Internacional Moscú-Vnukovo
- Turquía

Aeropuerto Internacional Sabiha Gökçen
- Emiratos Árabes Unidos

Aeropuerto Internacional de Sharjah

## Flota

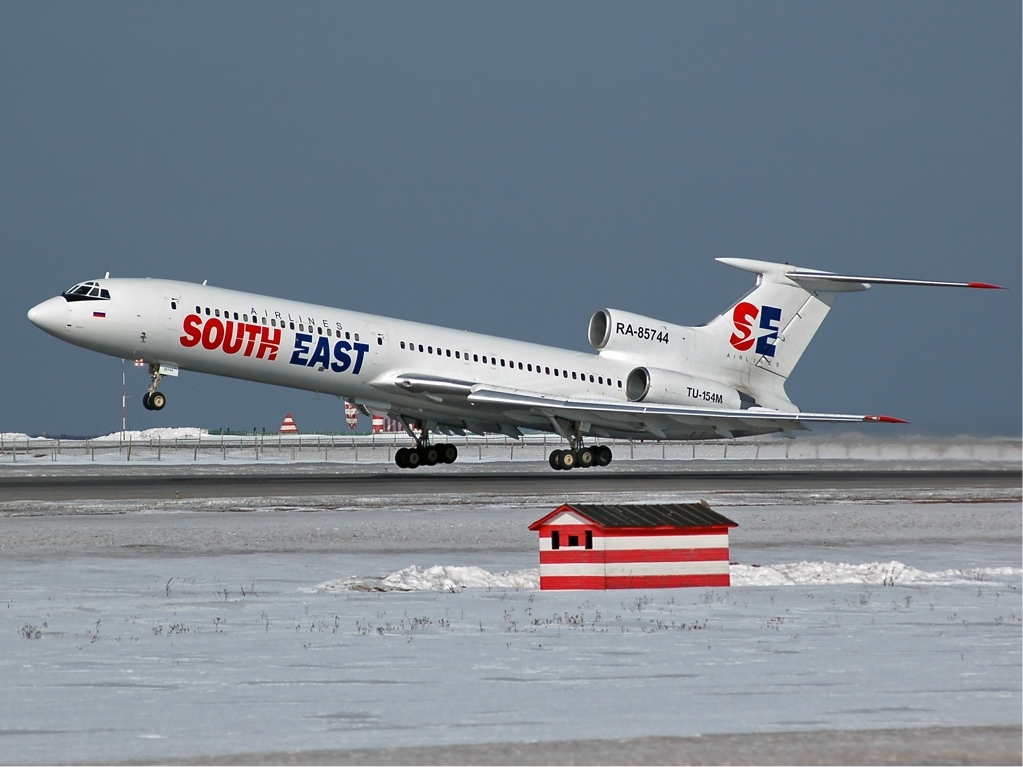
Tu-154M de la aerolínea con su nuevo esquema de pintura

- 1 Tupolev Tu-154B2

- 4 Tupolev Tu-154M

## Accidentes e Incidentes
- El 4 de diciembre de 2010, el Vuelo 372 de Dagestan Airlines un Tupolev Tu-154M que llevaba 160 pasajeros y 8 tripulantes, se estrelló mientras aterrizaba en el Aeropuerto de Moscú-Domodedovo. Dos personas murieron y 72 resultaron heridas.[2]